# Авдєєв Федір Степанович
Федір Степанович Авдєєв (19 лютого 1950, с. Сопич, Глухівський район, Сумська область — 7 лютого 2021) — доктор педагогічних наук, професор, ректор Орловського державного університету (1992—2013 роки).

## Життєпис
З 1975 року, по закінченні Орловського педагогічного інституту, працював там же лаборантом, потім викладачем, проректором.
У 1992—2013 роках — ректор Орловського державного університету. З 2013 року — радник при ректораті Орловського університету.
Очолював Раду ректорів вузів Орловської області. Обирався депутатом Орловського обласної Ради народних депутатів (голова комітету з питань соціальної політики, комітету з освіти, культури, спорту, молодіжної політики та туризму) I—IV скликань (1994—2011 рр.).

## Наукова діяльність
У 1983 році захистив кандидатську, а в 1994 році — докторську дисертацію.
Наукові інтереси пов'язані з розробкою і впровадженням тем «Апроксимація цілих функцій в деяких багатовимірних комплексних просторах» та «Науково-методичні основи підготовки майбутнього вчителя математики сільської малокомплектної школи».
Автор 46 наукових робіт.
Почесний доктор математики Реймського університету (Франція).

## Нагороди
- медаль «За військову доблесть» (1970)
- медаль «За трудову доблесть» (1974)
- медаль «За трудову відзнаку»
- орден Дружби (1996)
- Відмінник народної освіти (1996)
- Заслужений працівник вищої школи Російської Федерації (2001)
- Почесна грамота Ради Федерації Федеральних Зборів РФ
- орден Пошани (2008)
- Почесний працівник науки і техніки РФ (2010)